# Pedaliodes obscura
Pedaliodes obscura är en fjärilsart som beskrevs av Krüger 1924. Pedaliodes obscura ingår i släktet Pedaliodes och familjen praktfjärilar. Inga underarter finns listade i Catalogue of Life.